# 秋江夜泊
《秋江夜泊》，古琴曲，初見於明萬曆四十二年嚴澂的《松絃館琴譜》，收錄於二十多個琴譜之外。曾有琴家說是摹擬唐代詩人張繼的《楓橋夜泊》詩意而作。

## 特點
左手指法豐富，使用「綽猱」、「遊吟」、綽、注等技法描寫小舟於江上晃盪之景。

## 版本
- 梅庵派傳譜：收錄於《梅庵琴譜》中。《梅庵琴韻》專輯中有朱惜辰的歷史錄音。[3][4]
- 夏一峰傳譜：梅曰強的《移雲齋心旨》中收錄的即此版本。[5]

## 外部連結
- YouTube上的〈秋江夜泊〉，梅曰強傳譜，楊秋悅演奏，收錄於《煦風》
- YouTube上的〈秋江夜泊〉，《梅庵琴譜》本，程午加演奏，收錄於《中國音樂大全‧古琴卷》